# Championnat d'Italie de football 1949-1950
Navigation
Édition précédente Édition suivante
| \| Juventus AC Milan Inter Lazio Fiorentina Torino Côme Atalanta Triestina Padoue Pro Patria Genoa Sampdoria Palerme Bologne Lucchese Novare AS Rome Bari Venise \| Localisation des clubs engagés dans le championnat. |
| Juventus AC Milan Inter Lazio Fiorentina Torino Côme Atalanta Triestina Padoue Pro Patria Genoa Sampdoria Palerme Bologne Lucchese Novare AS Rome Bari Venise                                                           |

Le Championnat d'Italie de football de Série A 1949-1950 est la 48e édition du championnat d'Italie de football, qui réunit 20 équipes. 
Le championnat est remporté pour la 8e fois de son histoire par la Juventus.

## Classement
Le partage des points est fait sur le barème suivant : deux points pour une victoire, un point pour un match nul et aucun point pour une défaite.
| Rang | Équipe               | Pts | J  | G  | N  | P  | Bp  | Bc | Diff |
| ---- | -------------------- | --- | -- | -- | -- | -- | --- | -- | ---- |
| 1    | Juventus FC          | 62  | 38 | 28 | 6  | 4  | 100 | 43 | +57  |
| 2    | AC Milan             | 57  | 38 | 27 | 3  | 8  | 118 | 45 | +73  |
| 3    | Inter Milan          | 49  | 38 | 21 | 7  | 10 | 99  | 60 | +39  |
| 4    | SS Lazio             | 46  | 38 | 18 | 10 | 10 | 67  | 43 | +24  |
| 5    | AC Fiorentina        | 44  | 38 | 18 | 8  | 12 | 76  | 57 | +19  |
| 6    | Torino Calcio T      | 41  | 38 | 17 | 7  | 14 | 80  | 76 | +4   |
| 7    | AC Côme P            | 41  | 38 | 15 | 11 | 12 | 59  | 59 | 0    |
| 8    | Atalanta Bergame     | 40  | 38 | 17 | 6  | 15 | 66  | 60 | +6   |
| 9    | US Triestina         | 40  | 38 | 14 | 12 | 12 | 50  | 59 | -9   |
| 10   | Calcio Padova        | 35  | 38 | 13 | 9  | 16 | 61  | 65 | -4   |
| 11   | Pro Patria Calcio    | 34  | 38 | 11 | 12 | 15 | 50  | 61 | -11  |
| 11   | Genoa CFC            | 34  | 38 | 13 | 8  | 17 | 45  | 64 | -19  |
| 13   | UC Sampdoria         | 33  | 38 | 13 | 7  | 18 | 62  | 70 | -8   |
| 13   | US Palerme           | 33  | 38 | 13 | 7  | 18 | 47  | 64 | -17  |
| 15   | Bologne FC 1909      | 32  | 38 | 8  | 16 | 14 | 54  | 63 | -9   |
| 15   | US Lucchese-Libertas | 32  | 38 | 11 | 10 | 17 | 65  | 79 | -14  |
| 17   | AC Novare            | 31  | 38 | 11 | 9  | 18 | 51  | 64 | -13  |
| 17   | AS Rome              | 31  | 38 | 12 | 7  | 19 | 52  | 70 | -18  |
| 19   | AS Bari              | 29  | 38 | 11 | 7  | 20 | 38  | 74 | -36  |
| 20   | AC Venise P          | 16  | 38 | 5  | 6  | 27 | 25  | 89 | -64  |

## Meilleurs buteurs
|   | Buteur           | Club        | Nb de Buts |
| - | ---------------- | ----------- | ---------- |
| 1 | Gunnar Nordahl   | Milan AC    | 35         |
| 2 | Istvan Nyers     | Inter Milan | 30         |
| 3 | John Hansen      | Juventus FC | 28         |
| 4 | Beniamino Santos | Torino FC   | 27         |

## Bilan de la saison
| Tableau d'Honneur |             |
| Compétition       | Vainqueur   |
| Serie A           | Juventus FC |

| Promotions et relégations |                          |
| Relégués en Serie B       | AS Bari Venise Calcio    |
| Promus de Serie B         | AC Naples Udinese Calcio |